# Sindrome giromitriana
La sindrome giromitriana o sindrome giromitrica è una sindrome dovuta alla ingestione di funghi primariamente del genere Gyromitra o Cudonia (soprattutto Gyromitra esculenta); la sindrome si manifesta dopo alcune ore dalla ingestione, i primi sintomi si hanno dalle 6 alle 24 ore dopo aver ingerito funghi tossici. Terapie a base di epatoprotettori, acido folico e vitamina B6 di norma portano alla guarigione. La dose letale per l'uomo è di 30–50 mg/kg.

## Sintomatologia
Dovuta all'attività delle tossine del fungo, tra le quali la gyromitrina, un composto idrazinico, esordisce con cefalea, vertigini, pesantezza epigastrica, emesi incoercibile, diarrea. Ai sintomi gastrointestinali seguono sintomi a carico del sistema nervoso centrale, quali sonnolenza o agitazione, convulsioni, coma e disidratazione, dispnea. Nei casi mortali nefrite interstiziale, collasso cardiocircolatorio e coma per insufficienza acuta epatorenale con ittero.
L'attività della giromitrina consiste nel portare a deplezione di vitamina B6, piridossina, impedendo la sintesi del neurotrasmettitore GABA. A livello epatico, invece, la giromitrina conduce a deplezione dei citocromi P450 dei microsomi.

## Funghi che la determinano
- Cudonia circinans
- Gyromitra esculenta
- Gyromitra gigas
- Gyromitra infula

## Funghi sospettati di determinarla
- Spathularia flavida
- Helvella crispa
- Helvella elastica
- Helvella lacunosa
- Leotia lubrica

## Principi attivi
Il principio attivo è la gyromitrina così chiamato perché estratto dall'ascomicete dove è presente in maggiore quantità. Sostanzialmente la gyromitrina è composta da un mix di idrazine fra cui N-metil, N-formil.

## Sindromi a lunga latenza
- Sindrome falloidea
- Sindrome orellanica